# Thượng mã phong
Thượng mã phong (tiếng Trung: 馬上風 mã thượng phong), hay còn gọi là phạm phòng, là một hiện tượng có thể gây đột tử hoặc để lại di chứng ở con người khi sinh hoạt tình dục ở một số điều kiện nhất định. Đông y gọi là chứng tẩu dương, nếu chứng tẩu dương xuất hiện khi đang giao hợp gọi là thượng mã phong, nếu xuất hiện sau khi đã giao hợp xong gọi là hạ mã phong.

## Biểu hiện
Đây là một hiện tượng có thể xảy ra trong quan hệ nam nữ (hoặc quan hệ tình dục). Gặp trường hợp này, người đàn ông đã rơi vào trạng thái "sốc", lúc này người phụ nữ không nên bàng hoàng, cần phải có sự bình tĩnh. Trước tiên, hãy khoan lấy dương vật của đàn ông ra khỏi âm đạo của mình mà lấy ngay một vật nhọn (có thể là trâm cài tóc, hoặc kim khâu) châm mạnh vào xương cụt của người nam, tiếp sau đó, ấn vào huyệt nhân trung (nằm trên môi, đoạn từ mũi đến môi trên). Hoặc theo truyền miệng, nếu không có sẵn vật nhọn, người phụ nữ có thể nhổ lông mao (nếu có, thường nằm ở xung quanh hậu môn của đàn ông). Sau đó, từ từ và nhẹ nhàng đưa người đàn ông nằm xuống, xoa đều toàn thân, kết hợp kích thích hô hấp. Không nên ngại ngùng vì việc này vì lúc này chỉ có người phụ nữ mới có thể cứu mạng sống của người đàn ông mà thôi. Người phụ nữ cần xác định "Bây giờ hoặc không bao giờ", và sau đó nhanh chóng đưa người đàn ông đến bệnh viện.

## Xử lý
Theo quan điểm y học hiện đại, thượng mã phong là tình trạng đột tử do trụy tim mạch, là tình trạng cấp cứu tối khẩn cấp, trước hết người vợ phải hết sức bình tĩnh để nhẹ nhàng chồng ở tư thế nằm đầu thấp, hà hơi, thổi ngạt, nếu ngưng tim phải ấn tim ngoài lồng ngực. Dù ở vào bất cứ hoàn cảnh nào cũng phải cấp cứu ngay, cần người xung quanh trợ giúp, gọi cấp cứu và chuyển đến bệnh viện, nếu chậm trễ, người bệnh sẽ ngừng tim, ngưng thở không hồi phục.
Đột tử và ngất xỉu có thể xảy ra bất cứ lúc nào, do cơ thể nhất thời không đáp ứng được nhu cầu về oxy ở não. Đối với người bị ngất xỉu, bất cứ trong trường hợp nào, việc tạo được một kích thích mạnh, như bứt tóc mai, hoặc vặt lông ở chỗ này chỗ nọ (chỗ nào càng nhạy cảm càng tốt) có thể làm cho nạn nhân đau quá mà hồi tỉnh. Theo truyền thuyết Đông phương, người con gái khi về nhà chồng thường được hướng dẫn lấy cây trâm cài đầu đâm vào vùng "nhạy cảm nhất" của người chồng, ở xương cùng, để đạt mục đích trên. Tương ứng với huyệt Trường Cường và Hội Âm trong Đông y, hai huyệt được cho là mang lại khoái cảm chủ yếu khi Quan hệ tình dục làm hưng phấn cơ thể cho cả hai phái nam và nữ. Không thấy nói nam giới phải làm gì khi chuyện này xảy ra cho người vợ.
Cách phòng ngừa đột tử: Chủ yếu là phòng ngừa các bệnh tim mạch, nguyên nhân gây tử vong hàng đầu ở các nước đang phát triển và hiện đang ngày càng gia tăng ở nước ta.

## Triệu chứng
Các triệu chứng
Sau khi xuất tinh, người nam đột nhiên biến sắc, mặt trắng bệch, hơi thở ngắn và gấp, lạnh, tay chân co giật...
Các trường hợp thường gặp
- Những cặp vợ chồng mới cưới, những người đi xa vợ/bạn gái lâu ngày gặp lại.
- Do thể trạng cơ thể yếu
- Trong lúc quan hệ mà thần kinh căng thẳng, hoặc quan hệ quá nhiều

Những điều không nên
- Quan hệ trong trường hợp thể lực yếu.
- Uống quá nhiều rượu, bia trước khi quan hệ
- Quá căng thẳng về tinh thần.
- Ham muốn quá mạnh.

## Thống kê
Theo một nghiên cứu của Trung tâm pháp y (y khoa ứng dụng trong lĩnh vực điều tra hình sự) tại Frankfurt, Đức, cứ khoảng 30.000 ca khám nghiệm tử thi thì có 60 người chết trong lúc làm tình. Đa số là đàn ông, hầu hết là trong lúc làm tình với người chung gối mới, hay một người tình chứ không phải là vợ mình. Đàn bà hình như chết rất ít vì thượng mã phong, theo nghiên cứu đó 15 lần ít hơn là đàn ông.

## Trong lịch sử Việt Nam
Ngô Xương Ngập là ông vua thời Hậu Ngô Vương bị chết vì bệnh thượng mã phong theo ghi chép trong Tóm tắt niên biểu lịch sử Việt Nam của các nhà nghiên cứu Hà Văn Thư và Trần Hồng Đức.